# Tatra 92
Tatra 92 byl lehký vojenský nákladní automobil se znakem náprav 6×4 a nosnosti 2 tuny, vyráběný Závody Ringhoffer-Tatra a.s. v Kopřivnici. Vznikl na základě objednávky MNO modernizací typu Tatra 82. Následkem odstoupení Sudet byla objednaná vozidla nakonec vyrobena pro Wehrmacht, část vozidel obdrželo Rumunsko. Během let 1938–1940 vzniklo zřejmě 529 vozů Tatra 92. Doplněním předního pohonu vznikl odvozený typ Tatra 93.

## Historie
Lehký terénní nákladní automobil Tatra 92 s nosností 2 tuny vznikl vývojem vozu Tatra 82. Lišil se především novým motorem, vidlicovým osmiválcem o výkonu 74 k, a také jiným zavěšením přední nápravy. Stejně jako její předchůdce, vznikla i Tatra 92 na objednávku MNO. Dalším zákazníkem bylo Rumunsko, v rámci své velké objednávky z července 1937 mělo obdržet i 27 vojenských sanit, postavených na šasi Tatra 92. První prototyp valníku se zaoblenou kapotou ve stylu předcházející Tatry 82 převzala československá armáda ke zkouškám 22. září 1938, v době vrcholící mnichovské krize. Armáda následně vystavila velkou objednávku na 480 vozů nákladních, 18 vozů nákladních dělostřeleckých, 4 velitelských breaků (otevřených vozů) a 1 pomocného breaku. Po Mnichovské dohodě došlo ke zrušení celé zakázky. Automobilka Tatra se však nacházela na území odstoupených Sudet a německé vrchní velení (OKH) zrušenou objednávku obnovilo. Dodané sériové vozy, vyznačující se vyšší hranatou kapotou motoru, sloužily v řadách Heeru a Luftwaffe. Není jisté, zda vznikly také původně objednané breaky. Také Rumunsko obdrželo své sanitní T92, poslední byly dodány počátkem 40. let. Celkem vzniklo 529 kusů v letech 1938–1939.
Od typu Tatra 92 byl odvozen automobil Tatra 93, lišící se pouze poháněnou přední nápravou (znak náprav 6×6).

## Technické údaje

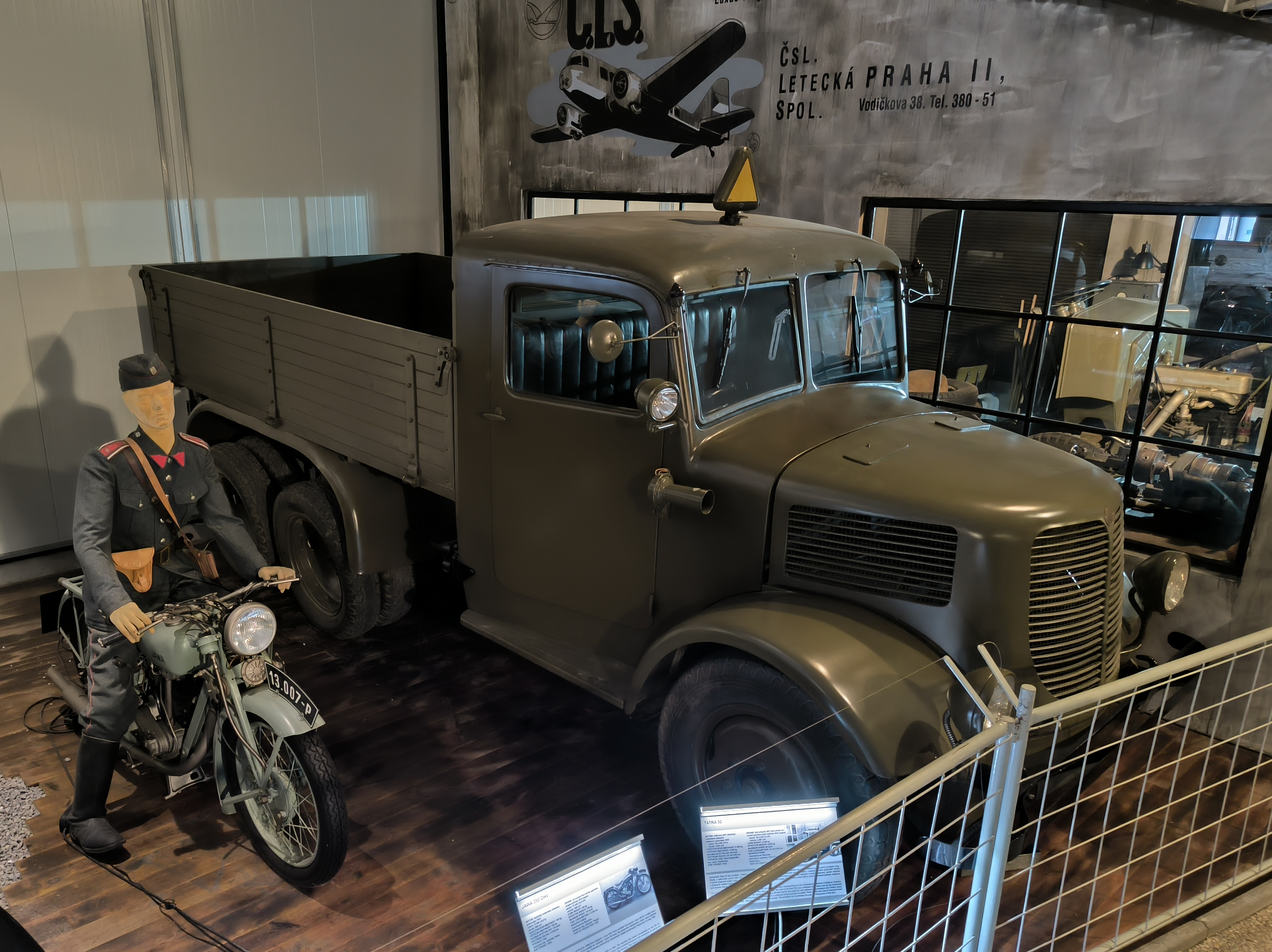
Tatra 92 ve Vojenském technickém muzeu Lešany

### Motor a převodovka
Tatru 92 pohání vidlicový, vzduchem chlazený zážehový osmiválec s rozvodem OHC.  Motor má zdvihový objem 3981 cm³ (vrtání válců 80 mm, zdvih 99 mm). Dosahuje nejvyšší výkon 54,5 kW (74 k) při 3000 ot./min. Úhel rozevření řad válců je 90°. Kompresní poměr činí 5,5:1. Palivovou směs připravuje dvojitý spádový karburátor Solex 35 JFF. Umístění motoru je vpředu, podélně před přední nápravou.
Mazání je tlakové oběžné, se suchou klikovou skříní. Chlazení obstarává axiální ventilátor. Palivová nádrž má objem 130 l. Za motorem je umístěna suchá jednolamelová spojka. Za ní pak navazuje čtyřstupňová nesynchronizovaná převodovka a dvoustupňová redukční převodovka.
Elektrická soustava pracuje s napětím 12 V. Vůz je vybaven dynamoakumulátorovým zapalováním Bosch, s 12 V dynamem o výkonu 130 W hnaným klínovým řemenem od vačkové hřídele.

### Podvozek
Základ podvozku tvoří ocelová páteřová roura, vpředu opatřená přírubou pro blok motoru a převodovky. Vzadu jsou dvě hnací nápravy s výkyvnými poloosami. Ty jsou na každé straně odpružené společným půleliptickým listovým pérem. Nepoháněná přední náprava má nezávislé zavěšení polonáprav, odpružených šikmými čtvrteliptickými listovými péry. Rozchod předních kol činí 1500 mm, zadních 1760 mm (jednoduchá montáž) resp. 1330 mm (dvojitá montáž). Rozvor náprav je 2800 + 940 mm. Světlá výška pod nápravami je 255 mm. Vůz je vybaven navijákem o tažné síle 3000 kg.
Vůz je opatřen kapalinovými brzdami Lockheed na všech kolech. Kola jsou dvacetipalcová, s lisovanými ocelovými disky rozměru 5×20" a pneumatikami rozměru 6×20".

### Karosérie

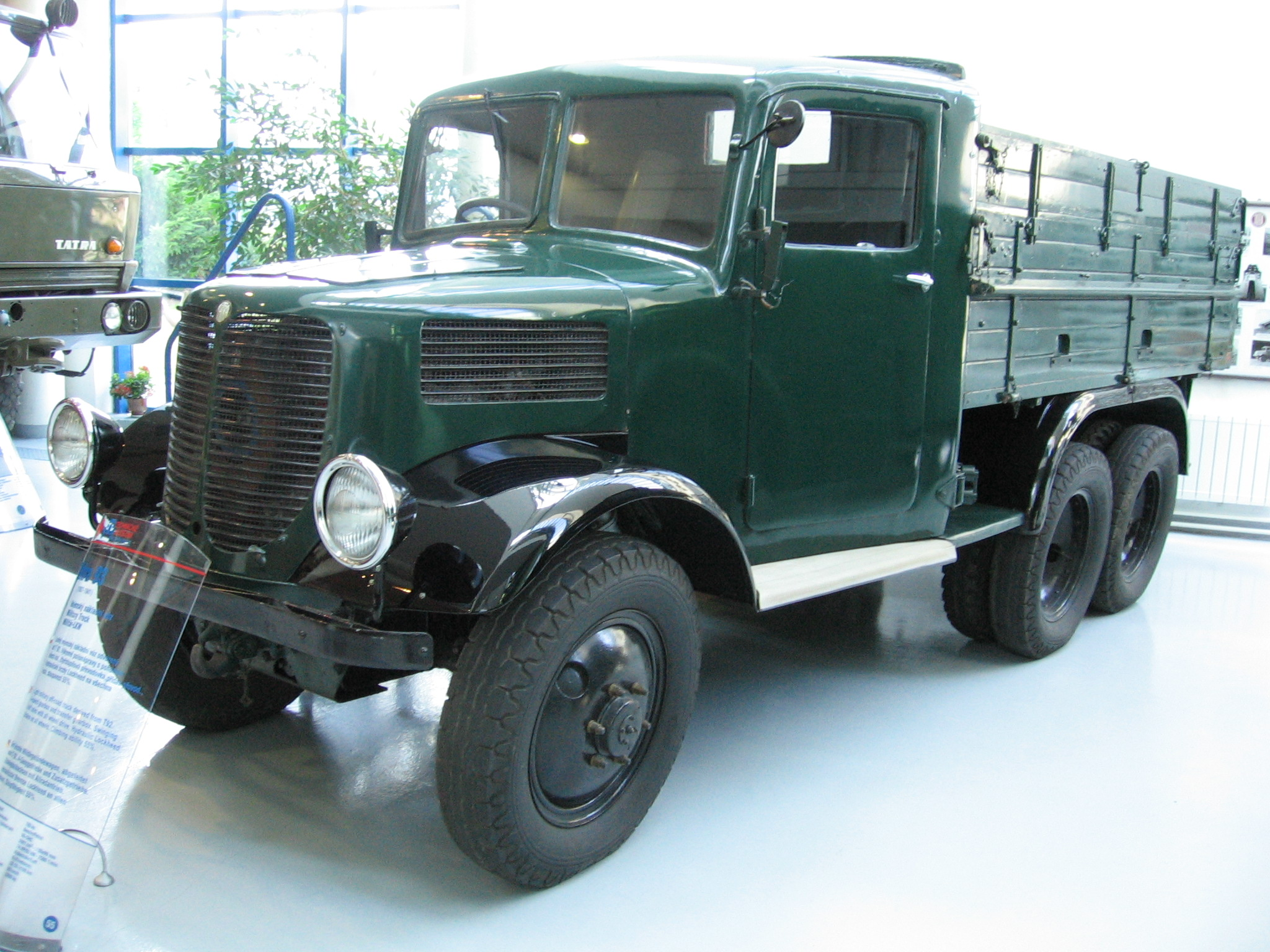
Valník Tatra 93 v kopřivnickém muzeu. Shodnou podobu měly všechny sériové valníky Tatra 92.

Kabina vozu je smíšené konstrukce, s dřevěnou kostrou potaženou ocelovým plechem. Na střeše se nachází sklopný trojúhelník, pro signalizaci jízdy s vlekem. Čelní okno je dvoudílné, opatřené dvěma elektricky poháněnými stěrači. Dveře kabiny jsou uchycené vpředu.
Vozy nesly tyto nástavby:
- valník s dřevěnými bočnicemi a stahovací plachtou. zadní nápravy osazeny dvojmontáží kol.
- velitelský, s otevřenou osobní karosérií typu break, krytou plachtou. Tato verze měla zadní nápravy osazeny jednoduchou montáží kol.
- sanita, s uzavřenou karosérií. Také tato verze měla zadní nápravy osazeny jednoduchou montáží kol.

### Rozměry a výkony
(Údaje pravděpodobně pro verzi valník)

Délka: 5 945 mm

Šířka: 2 000 mm

Výška: 2 610 mm

Hmotnost podvozku: 1 800 kg

Celková hmotnost: 5 580 kg

Užitečná hmotnost: 2 000 kg

Maximální rychlost: 65 km/h

Spotřeba paliva: 32–35 l/100 km

Stoupavost: 55 %